# Ꚙ
O kép (Ꚙ ꚙ, chữ nghiêng: Ꚙ ꚙ) là một chữ cái trong bảng chữ cái Kirin. Chữ o kép được tìm thấy trong một số bản viết tay bằng tiếng Slav Giáo hội Cổ có niên đại từ sớm, được sử dụng thay cho ⟨О⟩ trong các từ: двꚙе (hai), ꚙбо (cả hai), ꚙбанадесять (mười) và двꚙюнадесять (mười hai). Chữ "O kép" có hình dạng tương tự như chữ o ghép đôi trong bảng chữ cái Latinh: ⟨ꝏ⟩.

## Mã máy tính
| Kí tự               | Ꚙ                                | Ꚙ                                | ꚙ                              | ꚙ                              |
| ------------------- | -------------------------------- | -------------------------------- | ------------------------------ | ------------------------------ |
| Tên Unicode         | CYRILLIC CAPITAL LETTER DOUBLE O | CYRILLIC CAPITAL LETTER DOUBLE O | CYRILLIC SMALL LETTER DOUBLE O | CYRILLIC SMALL LETTER DOUBLE O |
| Mã hóa ký tự        | decimal                          | hex                              | decimal                        | hex                            |
| Unicode             | 42648                            | U+A698                           | 42649                          | U+A699                         |
| UTF-8               | 234 154 152                      | EA 9A 98                         | 234 154 153                    | EA 9A 99                       |
| Tham chiếu ký tự số | &#42648;                         | &#xA698;                         | &#42649;                       | &#xA699;                       |